# Accoppiamento del lievito
Il lievito (Saccharomyces cerevisiae) è un semplice organismo unicellulare eucariotico che può esistere sia in forma aploide che in forma diploide. L'accoppiamento del lievito avviene tra due tipi diversi della forma aploide, che costituiscono un'elementare differenziazione sessuale: la forma a e la forma α (alfa). Il tipo cellulare è determinato da un singolo locus genico, MAT, nel cromosoma III, che regola i comportamenti sessuali sia delle cellule aploidi che di quelle diploidi. Mediante ricombinazione genetica, le cellule aploidi possono passare da una forma all'altra in ogni ciclo di divisione cellulare.

## Ciclo vitale e accoppiamento del Saccharomyces cerevisiae

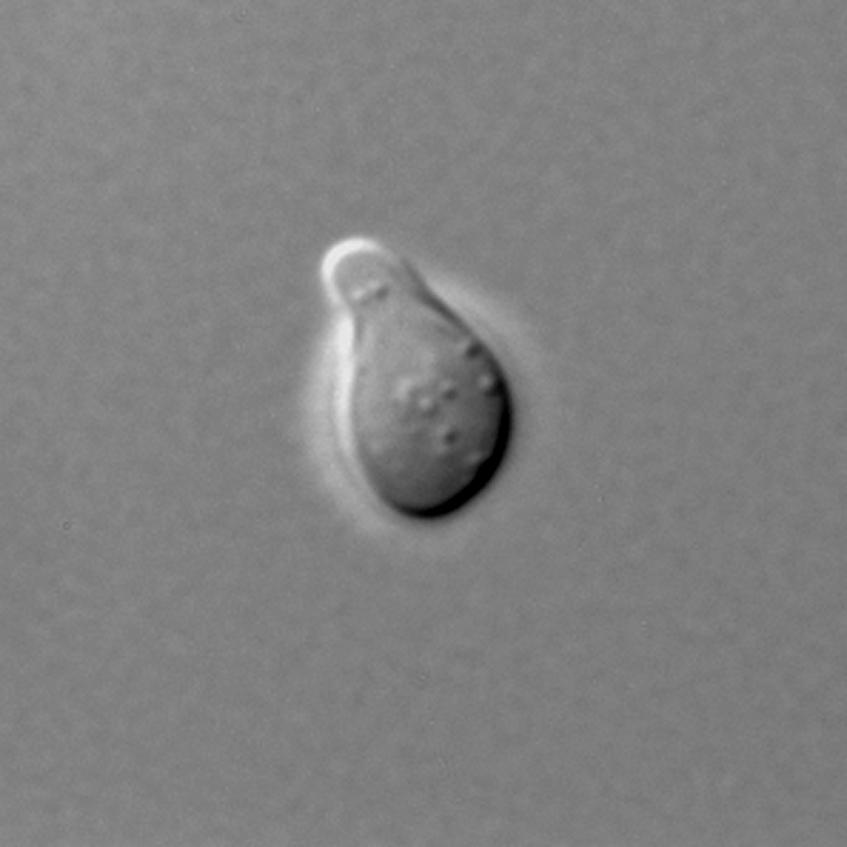
Una cellula aploide α inizia ad emettere uno "shmoo".

S. cerevisiae può esistere stabilmente nelle due forme aploide e diploide. Entrambe sono capaci di riprodursi per mitosi, generando due cellule figlie geneticamente uguali alla cellula madre. Le cellule di lievito aploidi sono altresì in grado di accoppiarsi con un'altra cellula aploide di tipo d'accoppiamento opposto (una cellula a può unirsi solo ad una cellula α, e viceversa), unendosi ad essa in una cellula diploide stabile. In condizioni di forte stress, come può essere ad esempio una deprivazione nutritiva, le cellule diploidi possono dare luogo a meiosi generando quattro spore figlie: due spore di tipo a e due di tipo α.

### Differenze tra le cellule α e le cellule a

Due cellule di lievito di tipo d'accoppiamento opposto secernono ferormoni, fanno crescere ciascuna una protuberanza e si accoppiano.

Le cellule a producono il "fattore a", un ferormone sessuale che segnala la presenza della cellula a alle vicine cellule α. Allo stesso modo, le cellule α producono il "fattore α", recepito dalle cellule a. Le cellule a rispondono al fattore α, se esso è presente in una concentrazione sufficiente, facendo crescere una protuberanza (chiamata talvolta shmoo, per via della sua forma caratteristica), verso la sorgente di fattore α. Lo stesso fanno le cellule α nei confronti del fattore a. La presenza di due ferormoni distinti fa sì che non si verifichino accoppiamenti tra cellule aploidi della stessa forma.
Questa differenza fenotipica è dovuta alla presenza di due set alternativi di geni, che vengono trascritti o repressi a seconda del tipo cellulare. Nelle cellule a sono attivati i geni per il fattore a e per il recettore superficiale cellulare Ste2, capace di legarsi al fattore α innescando la trasduzione del segnale riproduttivo all'interno della cellula stessa. I geni che codificano i caratteri tipici delle cellule α sono invece repressi. Analogalmente, nelle cellule α sono attivati i geni che esprimono il fattore α e il recettore superficiale Ste3, il quale riconosce il fattore a; i geni relativi alle cellule a sono invece inattivi.
L'attivazione o la repressione di uno o dell'altro gruppo di geni che caratterizzano le cellule a ed α è dovuta alla presenza di uno dei due alleli del locus genico chiamato MAT: in una cellula aploide si può infatti trovare l'allele MATa, oppure l'allele MATα. Nell'allele MATa del locus MAT è presente il gene a1, che negli esemplari aploidi dirige la trascrizione del programma trascrizionale specifico delle cellule a, ovvero l'espressione di Ste2 e la repressione di Ste3, che rende la cellula di lievito di tipo a. Parallelamente, l'allele MATα include i geni α1 ed α2, che nelle cellule aploidi sovrintendono alla trascrizione del programma trascrizionale che rende la cellula di tipo α, ovvero l'espressione di Ste3 e la repressione di Ste2.

### Differenze tra le forme aploide e diploide
Nel lievito, le cellule aploidi appartengono ad uno dei due mating-type (a od α), e reagiscono al ferormone prodotto da una cellula di tipo opposto. Possono così unirsi ad essa, generando una cellula diploide. Le cellule diploidi non secernono ferormoni e non si accoppiano, ma a differenza di quelle aploidi possono scindersi per meiosi in quattro cellule figlie aploidi.
Le diverse differenze fenotipiche tra cellule aploidi e diploidi derivano dall'attivazione/disattivazione di determinati geni, in maniera simile alle differenze tra cellule aploidi a e α. ad esempio, le cellule aploidi di entrambi i tipi condividono un programma di trascrizione aploide che attiva alcuni geni specifici delle aploidi (come l'HO) e disattiva quelli che codificano caratteri destinati alle diploidi (come l'IME1). Lo stesso procedimento è seguito dalle cellule diploidi, in cui ad esempio IME1 sarà attivato e HO represso. Le differenze nei programmi trascrizionali delle cellule aploidi e diploidi sono sempre dovute al locus MAT. Le cellule aploidi posseggono un corredo cromosomico singolo di 16 cromosomi, e pertanto dispongono di un unico allele di MAT (MATa oppure MATα), che determina il loro tipo sessuale. Le cellule diploidi risultanti dall'accoppiamento posseggono un corredo di 32 cromosomi (16 coppie di cromosomi omologhi), incluso un cromosoma recante l'allele MATa e uno con l'allele MATα. Il gene a1 dell'allele MATa e i geni α1 e α2 di MATα, combinati, gestiscono un programma di trascrizione adatto alle cellule diploidi. La presenza di uno solo dei due alleli porta altresì all'attivazione dei geni specifici per le cellule di forma aploide.
L'allele presente nel locus MAT è necessario e sufficiente a determinare il comportamento sessuale della cellula. Grazie all'ingegneria genetica, è possibile aggiungere l'allele MATa ad una cellula α. Pur rimanendo aploide, la cellula ha ora entrambi gli alleli del locus MAT e si comporta quindi come se fosse una cellula diploide, non producendo e non rispondendo a ferormoni e in caso di ristrettezza alimentari tenterà una meiosi, con risultati fatali. Allo stesso modo, rimuovendo uno dei due alleli da un esemplare diploide, questo si comporterà come se fosse una cellula aploide, e si potrà unire ad una cellula recante l'allele opposto a quello che gli è stato lasciato originando un corredo triploide.

## Cambiamento del tipo d'accoppiamento

Una cellula aploide di lievito si divide, e una delle cellule figlie dà luogo ad un cambio del tipo d'accoppiamento. Questo permette la formazione di una cellula diploide.

In natura, diverse specie di lievito sono in grado di mutare il loro mating-type. Ciò è vantaggioso, perché anche una singola cellula aploide potrà originare una colonia di lievito, duplicandosi per mitosi: il cambio di sesso garantirà infatti la presenza di entrambi i tipi d'accoppiamento all'interno della popolazione. Dato che in condizioni normali le cellule di forma aploide hanno una forte spinta ad accoppiarsi, la maggioranza delle cellule in una colonia sarà di forma diploide, indipendentemente dalla forma del capostipite. La stragrande maggioranza dei ceppi di lievito studiati in laboratorio è tuttavia privata di questa abilità (mediante rimozione del gene HO), di modo che tutte le cellule siano dello stesso mating type del capostipite e che siano quindi permanentemente aploidi, non trovando partner per accoppiarsi.

### Locus HML e HMR

Localizzazione del locus MAT (attivo) e dei locus HML e HMR (silenti) all'interno del cromosoma III di Saccharomyces cerevisiae

Le cellule aploidi di lievito cambiano sesso sostituendo l'informazione genetica contenuta nel locus MAT. Una cellula a può diventare cellula α sostituendo l'allele MATa" con quello MATα" in tale sito, e viceversa. Questo è reso possibile dalla presenza di copie silenziate di entrambi gli alleli nello stesso cromosoma. Tipicamente, il locus HMR (acronimo di Hidden Mat Right, letteralmente "MAT nascosto di destra") porta una copia silente dell'allele MATa, mentre il locus HML (acronimo di Hidden Mat Left, letteralmente "MAT nascosto di sinistra") ospita una copia non codificante di MATα. I locus HML e HMR sono stati definiti le "cassette d'accoppiamento silenziose" del lievito; il cambio del mating type avviene copiando uno di essi in corrispondenza di MAT. I geni presenti in HML e HMR non interferiscono in alcun modo con l'attività dell'allele presente nel locus MAT: poiché non vengono transcritti e non codificano alcuna proteina, non influenzano il comportamento della cellula.

### Meccanismo del cambiamento

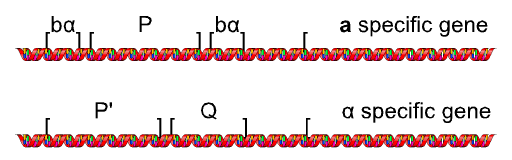
Struttura degli alleli che determinano il tipo sessuale

Il tipo d'accoppiamento viene fisicamente mutato attraverso una ricombinazione genetica iniziata dal gene HO. HO è uno dei geni specifici delle cellule aploidi, attivato solamente nella fase G1 del ciclo cellulare aploide. Esso codifica un enzima di DNA endonucleasi, il quale scinde il filamento di DNA in corrispondenza del locus MAT (la struttura dell'endonucleasi non le consente di agire in altri locus). Una volta tagliato MAT dal cromosoma, le esonucleasi lo decompongono in nucleotidi attratti dalle sue estremità libere. La degradazione elimina l'allele che era situato in tale locus. Questo processo distrugge l'informazione contenuta nel locus MAT; a questo punto gli enzimi deputati alla riparazione del DNA copiano automaticamente la sequenza di nucleotidi presente in HML o HMR, riparando il danno indotto da HO e fornendo un nuovo allele attivo alla cellula.

### Direzionalità del cambiamento
La riparazione del locus MAT dopo la sua rimozione scatenata dal gene HO comporta quasi sempre una sostituzione dell'allele, e quindi un cambio di sesso. Il locus che viene trascritto non è infatti casuale, ma in funzione del mating type corrente: le cellule con l'allele MATa preferiranno copiare l'allele MATα dal locus HML, mentre le cellule con MATα prediligeranno il locus HMR contenente MATa. Il meccanismo con cui avviene tale specificazione, non ancora completamente noto, è controllato da un gene intensificatore di ricombinazione (RE, "Recombination Enhancer") situato sul braccio destro dello stesso cromosoma III a 17 coppie di basi dal centromero. Nelle cellule a, il fattore di trascrizione Mcm1 si lega alla regione RE e promuove la trascrizione del locus HML durante la ricombinazione; nelle cellule α vi si lega invece il fattore α2, che ha l'effetto di reprimerne l'espressione. Senza l'intervento di RE la cellula mostra una tendenza innata a trascrivere il locus HML, le cui ragioni sono ancora oggetto di studi. La cancellazione artificiale di RE nelle cellule di tipo a causa l'errata trascrizione del locus HMR.